# خفج ربيعي
خفج ربيعي (الاسم العلمي: Diplotaxis vernalis) هو نوع من النباتات تتبع جنس الخفج من الفصيلة الكرنبية.